# Šumber vára
Šumber vára (horvátul: Stari grad Šumber) egy középkori erődítmény  Horvátországban, az Isztriai-félszigeten fekvő Šumber területén.

## Fekvése
A vár a település északnyugati szélén a Raša szurdokvölgye feletti magaslaton található.

## Története
A Stari Grad nevű településrészen található, már az őskorban is lakott magaslaton a középkorban vár épült, amely 1260-ban az osztrák Schönberg nemesi család birtokába került, amelyről Šumber a nevét kapta. 1367-től a Pazini grófság része volt, a 14. század végén pedig a Schönberg család kihalása után a Kožljak birtokhoz csatolták. Miután Labin 1420-ban velencei fennhatóság alá került, Schumber határvár lett az osztrák és a velencei területek között. Ezért a sarkokra épített kerek féltornyok hozzáadásával reneszánsz várkastéllyá alakították át, majd az uszkók háború befejezése és védelmi funkciójának elvesztése után kényelmes lakóhellyé építették át.

## A vár leírása
A šumberi vár egy kisebb, sokszög alaprajzú erőd, amelyet délkeleti és délnyugati részén két kerek féltorony véd, amelyek mellett a vár bejárata a nyugati falon található. A déli sánc belsejében egy hosszú és keskeny egyemeletes palota maradványai, a kastély északkeleti sarkában pedig egy másik, kisebb épület található. Bár a kastély nagyrészt megmaradt, Valvasor 1680-ból származó metszete szerint a tornyok és a lakószárnyak jóval magasabbak voltak, mint manapság. A vár nyugati oldalán, egy kis hosszúkás gerinc mentén, egy külső vár alakult ki, és ott, a legnyugati szélén található a Szent János és Pál plébániatemplom, melyet a 17. és a 18. században jelentősen átépítettek. Ez egy kisebb, egyhajós épület, hosszúkás homlokzattal, a bejárat felett kettős harangdúccal, amelyre nyugaton és keleten két kisebb kápolna és sekrestye támaszkodik.